# Берестейський ґебіт
Бересте́йський ґебі́т, Бересте́йська окру́га (Брест-Литовський ґебі́т, нім. Kreisgebiet Brest Litowsk) — адміністративно-територіальна одиниця генеральної округи Волинь-Поділля Райхскомісаріату Україна з центром у Бересті, яка існувала протягом німецької окупації Білорусі.

## Історія
Спочатку на території майбутньої Берестейської округи існували дві округи: Берестейська міська (нім. Kreisgebiet Brest Litowsk-Stadt) у складі 1 району (місто Берестя) та Берестейська сільська (нім. Kreisgebiet Brest Litowsk-Land), що складалася з п'ятьох сільських районів. Ці дві округи або ґебіти було утворено опівдні 1 вересня 1941 року на території Берестейської області нинішньої Білорусі. Керували ґебітами ґебітскомісаріати, які містилися у Бересті та Малориті відповідно. Ґебітскомісаром Берестейської міської округи був бургомістр Берестя Франц Бурат, а Берестейської сільської округи — штандартенфюрер СА Курт Ролле, який згодом разом зі своїм ґебітскомісаріатом також перебрався у Берестя. 8 вересня 1942 Берестейський міський і Берестейський сільський ґебіти було об'єднано в один новий Берестейський ґебіт.
Станом на 1 вересня 1943 Берестейський ґебіт поділявся на 6 районів: міський район Берестя (нім. Rayon Brest Litowsk-Stadt; площа — 11 км², населення — 33 563 особи), сільський район Берестя (нім. Rayon Brest Litowsk-Land; площа — 537 км², населення — 24 915 осіб), район Домачеве (нім. Rayon Domatschewo; площа — 640 км², населення — 30 397 осіб), район Жабинка (нім. Rayon Shabinka; площа — 636 км², населення — 27 313 осіб), район Малорита (нім. Rayon Maloryta; площа — 1230 км², населення — 30 397 осіб) і район Мотикали (нім. Rayon Motikaly; площа — 543 км², населення — 27 317 осіб) — які збігалися з тодішніми адміністративними межами міста Берестя та п'ятьма передвоєнними радянськими районами: Берестейським, Домачевським, Жабинківським, Малоритським і Мотикальським. Ґебіт підпорядковувався Луцькому судовому відділу.
У лютому 1944 року Червона Армія захопила практично всю територію райхскомісаріату Україна за винятком трьох білоруських округ (Берестейський, Кобринський та Пінський ґебіти), внаслідок чого генеральна округа Волинь-Поділля припинила існування, а Берестейський ґебіт перейшов до складу генеральної округи Білорутенія.
28 липня 1944 року адміністративним центром ґебіту оволоділи радянські війська.

## Склад
Адміністративно до складу гебіту входило 5 районів і 1 місто:
| Район                  | Площа, км² | Населення, осіб |
| ---------------------- | ---------- | --------------- |
| Брест-Литовський район | 537 км²    | 24 915          |
| м. Брест-Литовськ      | 11 км²     | 33 563          |
| Домачевський район     | 640 км²    | 30 397          |
| Малоритський район     | 1230 км²   | 30 397          |
| Мотикалівський район   | 543 км²    | 27 317          |
| Жабинківський район    | 636 км²    | 27 313          |